# Dimorphanthera alpivaga
Dimorphanthera alpivaga är en ljungväxtart som beskrevs av Herman Otto Sleumer. Dimorphanthera alpivaga ingår i släktet Dimorphanthera och familjen ljungväxter. Inga underarter finns listade i Catalogue of Life.